# Ressources : description et accès
 (novembre 2021).
Ressources : description et accès (Resource Description and Access, RDA) est un code de catalogage, développé par des bibliothèques de pays anglo-saxons, et à vocation internationale. Ce code fournit des instructions et des directives sur l'identification et la description des ressources documentaires en se fondant initialement sur le modèle FRBR.
Conçu pour être utilisé par les bibliothèques et d'autres organismes culturels tels que les musées et les archives, RDA est le successeur des Règles de catalogage anglo-américaines (AACR2 deuxième édition), utilisées pour le catalogage courant des bibliothèques de langue anglaise. RDA a été initialement publié en juin 2010.
En 2013, la Bibliothèque du Congrès catalogue selon RDA. Depuis, plusieurs autres bibliothèques nationales, dont la British Library, Bibliothèque et Archives Canada, la Bibliothèque nationale australienne, la Bibliothèque nationale allemande, la Bibliothèque nationale d'Espagne, la Bibliothèque nationale de Lettonie ont également adopté le code.
La France vise à terme l'adoption de RDA. Les deux agences bibliographiques nationales, la BnF et l'ABES, rédigent une transposition française de RDA : RDA-FR.

## Contexte

### Historique
C’est lors de la Conférence internationale sur les principes et le développement des règles AACR, tenue à Toronto en 1997, que le projet d’un nouveau code de catalogage Resource Description and Access (RDA) est né. L’actualisation des AACR2, Anglo-American Cataloguing Rules, était devenue nécessaire et demandait un travail de révision très important. Cela a encouragé la création d’un nouveau code plutôt qu’une refonte complète des AACR donnant lieu à une troisième édition comme envisagé au départ.
Ressource : Description et Accès (RDA) remplace les Règles de catalogage anglo-américaines, 2e éd. (AACR2) datant de 1978. Il a été publié en juin 2010, sous la forme d'un site web.

### Les acteurs
RDA est publié conjointement par les associations professionnelles des États-Unis , du Canada  et du Royaume-Uni. La mise à jour et le développement de RDA se font sous la responsabilité d'un Comité directeur, le JSC (Joint Steering Committee for development of RDA). Celui-ci est composé de représentants des trois éditeurs de RDA ainsi que ALIA (Australian Library and Information Association) via le groupe Community on Resource Description (ACORD)] , de la British Library, du Comité canadien de catalogage, de la Bibliothèque nationale allemande et de la Bibliothèque du Congrès.
RDA s’appuie sur les Principes internationaux de catalogage ainsi que sur le modèle FRBR publiés par la Fédération internationale des associations de bibliothécaires et d'institutions (IFLA). La création d’un groupe d’intérêt européen sur RDA et la participation  de la Deutsche Nationalbibliothek au JSC prouvent l’intérêt pour RDA au-delà de la communauté des bibliothèques des pays anglophones.
En novembre 2015, dans le cadre d’une révision de la gouvernance de RDA, le JSC (Joint Steering Committee for Development of RDA) a changé de nom pour s’appeler RSC.

## Organisation générale de RDA

### Fondé sur les FRBR
À l'origine, RDA est un code de catalogage fondé sur les modèles FRBR et FRAD élaborés par l'IFLA. RDA en reprend la structure et la terminologie (entités, attributs, relations). RDA est organisé en dix sections qui décrivent d’une part les attributs des entités et d’autre part les relations entre les entités. Cette organisation est donc très éloignée de celles des normes anglo-américaines AACR2 que RDA remplace, ainsi que de celle de l’ISBD. RDA a été conçu pour faciliter la recherche d’information dans le contexte des technologies du web et en particulier du web de données, d’où le choix de refléter la modélisation FRBR. RDA fait également référence aux Principes internationaux de catalogage de 2009. RDA détermine des éléments d’information indispensables pour que le catalogue rende aux utilisateurs les services souhaités. Il se réfère constamment aux quatre « tâches utilisateurs » définies dans le Rapport final sur les FRBR : trouver, identifier, choisir, obtenir.
En 2017, les modèles FRBR, FRAD et FRSAD fusionnent en un modèle unique, IFLA LRM. Il s'appuie toujours sur les quatre « tâches utilisateurs » et en ajoute une nouvelle, naviguer. En 2018, pour être conforme à IFLA LRM, RDA amorce une évolution qui se traduit, le 15 décembre  2020, par la publication d'une nouvelle version, appelée "Projet 3R".

### Conçu pour être utilisé en ligne
RDA est conçu pour être utilisé en ligne par le biais d’un portail RDA Toolkit accessible sur abonnement depuis 2010. RDA Toolkit peut être consulté en parcourant la table des matières ou en utilisant le moteur de recherche interne. RDA Toolkit permet de gérer des workflows, ainsi que des profils d’application qui permettent à un établissement ou à une communauté de catalogueurs de préciser ses choix de catalogage. Il produit des statistiques régulières de consultation. La table des matières de RDA, ainsi qu’un jeu d’exemples de notices cataloguées selon RDA sont librement accessibles dans RDA Toolkit. RDA est initialement conçu pour les bibliothèques mais peut concerner d’autres communautés proches comme celles des archives, de la documentation ou des musées et ouvrir la voie à la mutualisation des données.

### RDA référentiel pour le web de données
RDA est conçu pour le web de données. Chaque élément ou valeur est associé à un identifiant pérenne, ce qui permet l’expression en RDF des données. Les vocabulaires de RDA (éléments et valeurs) ont été publiés dans l’Open Metadata Registry en août 2011. Le RSC s'est engagé à publier et maintenir les vocabulaires RDA en lien avec les évolutions du code RDA, afin de soutenir leur utilisation par la communauté des catalogueurs et par les développeurs d'applications du web sémantique. Le web de données permet de relier ensemble des données, en l'occurrence des informations bibliographiques grâce aux URL pérennes rassemblées dans des triplets RDF. L’information bibliographique peut être située sur des serveurs différents. Pour faire évoluer les catalogues vers le web de données, la Bibliothèque du Congrès qui applique RDA depuis 2013, travaille à l’élaboration d’un nouveau format, BIBFRAME. Celui-ci est exprimé en RDF, ce qui permettra une meilleure visibilité des données des catalogues sur le Web.

## RDA dans le monde
La plupart des pays reconnaissent RDA comme le nouveau standard de catalogage au niveau mondial avec des échéances et un niveau d'application envisagé variables. La mise en œuvre de RDA en lien avec la LRMisation des catalogues se fait le plus souvent par des surcouches logicielles sur les bases de données qui n'ont pas été initialement conçues pour cela. La bibliothèque de l'Institut dominicain d'études orientales au Caire (Égypte) est une des seules à avoir redéployé entièrement une nouvelle base de données complètement LRMisée dès le départ et son catalogue met en évidence cette organisation. La France s'engage également dans la LRMisation des catalogues de bibliothèques.

### Mise en œuvre de RDA dans le monde
RDA est appliqué depuis avril 2013 dans le monde anglo-saxon qui a été le plus impliqué dans les travaux du JSC et appliquait déjà les normes anglo-saxonnes AACR2. Il s’agit principalement de bibliothèques nationales mais aussi de bibliothèques de grandes institutions voire de réseaux de bibliothèques. La British Library et OCLC ont commencé une mise en œuvre de RDA en 2013 ainsi que la Bibliothèque nationale des Pays-Bas avec son réseau (Gemeenschappelijk Geautomatiseerd Catalogiseersysteem voor Nederlandse bibliotheken).
La Deutsche National Bibliothek, la Suisse et l'Autriche ont mis en œuvre le modèle en 2015.

### EURIG: un groupe d'intérêt commun européen
En Europe, la mutation se met peu à peu en place à partir de 2011, date à laquelle le Groupe d’intérêt européen sur RDA — EURIG — a été officiellement créé. Il est issu d’une initiative informelle des bibliothèques nationales de quatre pays européens très intéressés par RDA (Allemagne, Espagne, Royaume-Uni et Suède). En 2021, il compte 48 membres. Les objectifs d’EURIG sont de promouvoir les intérêts professionnels des utilisateurs ou futurs utilisateurs de RDA en Europe. EURIG offre à ses membres un espace de collaboration où échanger sur les questions liées à l’adoption de RDA en Europe, les processus d’implémentation ou la traduction du nouveau code. C’est aussi l’interlocuteur du RSC pour l’évolution du code de manière à répondre aux besoins européens. À cette fin, un membre d'EURIG est désigné tous les 3 ans pour assurer la liaison entre EURIG et le RSC.

## RDA dans le monde francophone

### Traduction française de RDA
La traduction française de RDA a été élaborée en partenariat entre l’Association pour l’avancement des sciences et des techniques de la documentation (ASTED), Bibliothèque et Archives Canada (BAC), Bibliothèque et Archives nationales du Québec (BAnQ) et la Bibliothèque nationale de France (BnF).
La première version de la traduction en français est parue dans le RDA Toolkit le 14 mai 2013. Cette version correspondait au texte anglais en date de octobre 2012. Une version imprimée a été publiée aux Éditions de l’ASTED en juin 2013. La traduction est régulièrement mise à jour pour suivre les évolutions de RDA. Depuis 2013, l'ASTED, Bibliothèque et Archives nationales du Québec (BAnQ) et Bibliothèque et Archives Canada (BAC) continuent le partenariat de traduction.

### Canada
Le Canada est un des quatre pays membres, dès l’origine, du Joint Steering Committee for Development of RDA qui a pris la suite du Joint Steering Committee for the Development of AACR. Le Comité canadien de catalogage (CCC) assure la représentation des points de vue canadiens dans l’élaboration et la mise à jour continue des normes de description bibliographique. Le 22 octobre 2007, Bibliothèque et Archives Canada a conclu une entente avec la British Library, la Bibliothèque nationale d’Australie et la Bibliothèque du Congrès, entente confirmée en août 2011 en vue de coordonner la mise en œuvre de RDA dans leurs pays respectifs.
Au niveau fédéral, le Canada est un pays bilingue (anglais-français) ; la disponibilité de RDA en français était donc essentielle pour l’application officielle de RDA par la bibliothèque nationale Bibliothèque et Archives Canada. À la suite de la parution de la traduction française en mai 2013, RDA est entré officiellement en vigueur au deuxième trimestre 2013. Bibliothèque et Archives nationales du Québec a procédé par étapes pour l’application de RDA selon le type de ressource : les monographies imprimées et en ligne le 4 avril 2013, suivies par les publications en série imprimées et en ligne le 5 juin 2013, les collections iconographiques en septembre 2013, les enregistrements sonores en mai 2014 et les partitions musicales et documents cartographiques en janvier 2015.
Pour préparer leur personnel à la transition des RCAA2 (traduction française de AACR2) vers RDA, des formations ont été données par BAnQ et l’ASTED aux bibliothèques québécoises francophones. Entre mars 2013 et novembre 2014, 29 ateliers (douze de un jour et 17 de deux jours) ont réuni plus de 600 participants.

### France

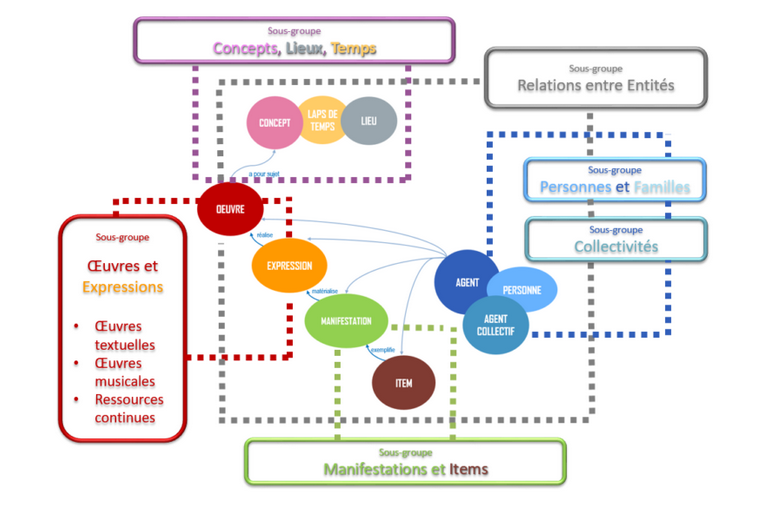
Les sous-groupes de travail du groupe Normalisation « RDA en France »

La transposition française de RDA est en cours. Le code de catalogage RDA-FR est la transposition française de RDA : Resource Description and Access. Au delà de la traduction du code d’origine anglo-saxonne, il entend aussi l’adapter aux spécificités catalographiques françaises. Tout comme RDA, le code RDA-FR se réfère aux principes de catalogage de l’IFLA publiés en 2009 et révisés en 2016. En 2019, la révision du code RDA a été l’occasion de réaffirmer la pertinence des arguments qui avaient auguré de la mise en place de RDA-FR comme préfiguration d’un futur profil d’application français de RDA.

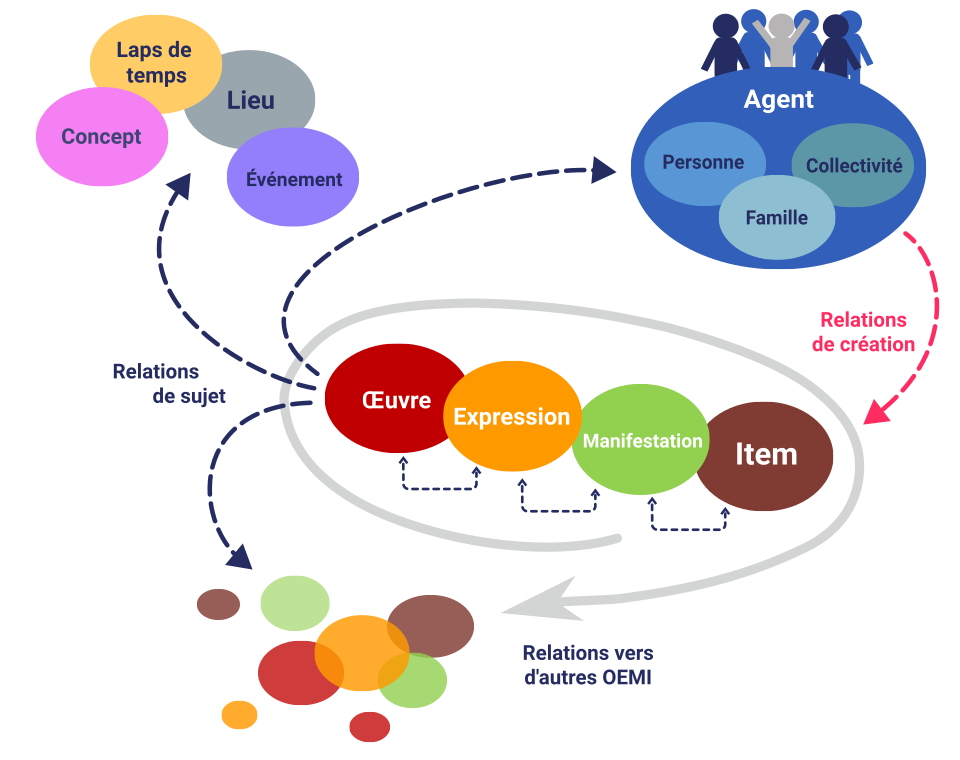
Schéma du modèle de description RDA-FR

En 2012, dans le Rapport d’orientation pour le Comité stratégique bibliographique, l’Abes et la BnF décident de transposer RDA pour conserver l’analyse bibliographique française et les spécificités en matière de liens entre les notices bibliographiques et d’autorités. En novembre 2014, la position française par rapport au code de catalogage RDA est officialisée dans un communiqué pour « inscrire la problématique de l’évolution des règles de catalogage dans un plus large mouvement d’évolution qui nécessite une démarche d’ensemble d’accompagnement au changement des établissements »,. C’est l'acte de naissance du programme Transition bibliographique dont les objectifs sont de "favoriser la visibilité et la découvrabilité des données françaises sur le web”, tout en assurant la continuité de la fourniture de ces données dans les réseaux nationaux et internationaux,. Le code RDA-FR s'appuie sur le modèle IFLA LRM (Library Reference Model), et contribue à l’adaptation des catalogues des bibliothèques et d’autres institutions culturelles (archives, musées, …) vers le web des données. Ce nouveau code est appelé à remplacer les normes AFNOR en vigueur au fur et à mesure de sa publication progressive débutée en 2015. Cette étape qui a duré 10 ans a permis la création du site Code RDA-FR, transposition française du code RDA. L’analyse de l’adaptation française de RDA et l’identification des éventuels points de divergences est confié au groupe Normalisation «RDA en France» de la Transition bibliographique. Ce groupe composé de professionnels des bibliothèques issus de divers horizons est rattaché à la commission CN46-9 « Information et documentation – Identification et description » de l’Afnor.
Les règles proposées par le groupe sont identiques à RDA partout où cela est possible. Toutefois, en cas de divergence, l’analyse française est maintenue. RDA-FR respecte la structure de RDA, mais les règles peuvent parfois avoir été réorganisées pour plus de clarté. Ainsi, toutes les précisions, les simplifications, les ajouts, les suppressions ou les déplacements sont indiqués pour chaque règle illustrée par des exemples français.
Organisé en 10 sections découpées en chapitres, le code RDA-FR est en accès gratuit sur le site de la transition bibliographique.
Le groupe Normalisation «RDA en France» est également en charge des échanges sur RDA avec les autres institutions au niveau européen au sein de l’EURIG, lui-même membre du RSC (RDA Steering Committee)  au niveau international.
Afin de sensibiliser les professionnels aux règles RDA-FR, un groupe « Formation » propose des supports de référence et de stages d’application des règles de catalogage, en collaboration avec le groupe Normalisation. Le Groupe « Systèmes et Données » a comme mission d’accompagner et d’informer les administrateurs des SIGB pour encourager l’évolution des systèmes de gestion de bibliothèques. La phase de transition étant en cours d'achèvement, la phase d'implémentation a commencé pour la BnF en 2024 et devrait débuter pour l'Abes en 2026.

### Suisse
Les bibliothèques suisses, tout comme les autres utilisateurs de MARC 21 et des AACR2, sont particulièrement concernées par RDA. Le réseau des bibliothèques de Suisse romande, RERO, mène une réflexion concernant l’adoption de RDA en deux étapes depuis fin 2018.
La Bibliothèque nationale suisse (BN) a décidé de remplacer les règles de catalogage AACR2 par RDA. Depuis octobre 2016, les notices sont rédigées selon RDA , dans les trois langues officielles du pays. La BN est membre du Standardisierungsausschuss (Comité de standardisation) qui, avec l’aide de ses groupes d’experts, s’occupe de l’adoption de RDA dans les pays germanophones. La Bibliothèque nationale suisse à Berne est représentée dans le Groupe d’intérêt européen sur RDA (EURIG).